# Wolf-Rüdiger Michel
Wolf-Rüdiger Michel (* 1958 in Schwenningen am Neckar) ist ein deutscher Verwaltungsjurist, Politiker (CDU) und seit 2002 Landrat des Landkreises Rottweil.

## Ausbildung und Beruf
Nach dem Studium der Rechtswissenschaften an der  Albert-Ludwigs-Universität in Freiburg war er von 1989 bis 1990 angestellter Rechtsanwalt in Freiburg. Von 1990 bis 1992 war er am Landratsamt des Ortenaukreises beschäftigt, bevor er 1993 in das Verkehrsministerium Baden-Württemberg wechselte. Mit einer Arbeit über das Thema Das württembergische Gesetz über die Kirchen vom 3. März 1924 : Entstehung und Entwicklung wurde er 1993 in Freiburg zum Doktor der Rechte promoviert. Von 1994 bis 2002 war er beim Regierungspräsidium Stuttgart beschäftigt und dort als Referent im Abfallwirtschaftsreferat, als persönlicher Referent des Regierungspräsidenten und später als Stellvertreter des Polizeipräsidenten und Abteilungsleiter der Verwaltungsabteilung der Landespolizeidirektion Stuttgart tätig.

## Politische Karriere
Im Jahr 2002 wurde Michel vom Kreistag zum Landrat des Landkreises Rottweil gewählt. Er trat das Amt am 1. Mai 2002 an. Am 8. Februar 2010 wurde er mit 41 von 48 Stimmen in diesem Amt bestätigt. Am 5. Februar 2018 wurde er für weitere acht Jahre im Amt bestätigt. Bei der Landratswahl 2026 tritt er nicht erneut an; seine Amtszeit läuft bis Ende April 2026. Er ist der dienstälteste Landrat Baden-Württembergs.

## Weitere Ämter
In seiner Funktion als Landrat ist er auch Verwaltungsratsvorsitzender der Kreissparkasse Rottweil und stellvertretender Verwaltungsratsvorsitzender des Zweckverbands Oberschwäbische Elektrizitätswerke (OEW) sowie Aufsichtsratsmitglied der EnBW Energie Baden-Württemberg AG.
Ebenso ist er Mitglied des Aufsichtsrats der Wirtschaftsförderungsgesellschaft Schwarzwald-Baar-Heuberg mbH und nimmt damit Einfluss auf die kommunale Wirtschaftsförderung. Am 11. Oktober 2019 wurde Michel zum Verbandsvorsitzenden des Regionalverbands Schwarzwald-Baar-Heuberg gewählt.